# 25495 Michaelroddy
25495 Michaelroddy è un asteroide della fascia principale. Scoperto nel 1999, presenta un'orbita caratterizzata da un semiasse maggiore pari a 2,7454235 UA e da un'eccentricità di 0,0204545, inclinata di 6,74252° rispetto all'eclittica.